# Nuoto ai Giochi della XXIV Olimpiade - 200 metri stile libero femminili
Hanno partecipato alle batterie di qualificazione 45 atlete: le prime 8 si sono qualificate per la finale A le successive 8 invece si sono qualificate per la finale B.

## Batterie di qualificazione
20 settembre 1988
- Q = Qualificate per la finale A
- q = qualificate per la finale B

| Posizione | Atleta                  | Paese             | Tempo   | Note |
| --------- | ----------------------- | ----------------- | ------- | ---- |
| 1         | Heike Friedrich         | Germania Est      | 1:59.02 | Q    |
| 2         | Silvia Poll             | Costa Rica        | 1:59.22 | Q    |
| 3         | Mary Wayte              | Stati Uniti       | 1:59.50 | Q    |
| 4         | Manuela Stellmach       | Germania Est      | 2:00.30 | Q    |
| 5         | Natalia Treffilova      | Unione Sovietica  | 2:00.54 | Q    |
| 6         | Stephanie Ortwig        | Germania Ovest    | 2:00.66 | Q    |
| 7         | Mitzi Kremer            | Stati Uniti       | 2:01.45 | Q    |
| 8         | Cecile Prunier          | Francia           | 2:01.60 | Q    |
| 9         | Chikako Nakamori        | Giappone          | 2:01.76 | q    |
| 10        | VJacobsen               | Danimarca         | 2:01.80 | q    |
| 11        | Luminita Lil Dobrescu   | Romania           | 2:01.93 | q    |
| 12        | Ruth Gilfillan          | Regno Unito       | 2:02.11 | q    |
| 13        | Stela Marian Pura       | Romania           | 2:02.26 | q    |
| 14        | Patricia Noall          | Canada            | 2:02.31 | q    |
| 15        | Zhuang Yong             | Cina              | 2:02.40 | q    |
| 16        | Birgit Lohberg-Schulz   | Germania Ovest    | 2:02.77 | q    |
| 17        | Adriana van Der Plaats  | Paesi Bassi       | 2:03.02 |      |
| 18        | Isabelle Arnould        | Belgio            | 2:03.32 |      |
| 19        | Suzanne Nilsson         | Svezia            | 2:03.32 |      |
| 20        | Sheridan Burge-Lopez    | Australia         | 2:03.42 |      |
| 21        | June Croft              | Regno Unito       | 2:03.63 |      |
| 22        | Karin Brienesse         | Paesi Bassi       | 2:04.36 |      |
| 23        | Silvia Persi            | Italia            | 2:04.40 |      |
| 24        | Annette M Jorgensen     | Danimarca         | 2:04.71 |      |
| 25        | Patricia Amorim         | Brasile           | 2:04.74 |      |
| 26        | Susanne Baumer          | Australia         | 2:04.82 |      |
| 27        | Huda Abdullah Nurul     | Malaysia          | 2:04.85 |      |
| 28        | Jane Kerr               | Canada            | 2:04.92 |      |
| 29        | Kaori Sasaki            | Giappone          | 2:06.18 |      |
| 30        | Senda Gharbi            | Tunisia           | 2:06.60 |      |
| 31        | Karen Dieffenthaller    | Trinidad e Tobago | 2:07.09 |      |
| 32        | Bryndis Ollafsdottir    | Islanda           | 2:07.11 |      |
| 33        | Ritajean Garay          | Porto Rico        | 2:07.44 |      |
| 34        | Natasha Aguilar         | Costa Rica        | 2:10.22 |      |
| 35        | Patricia Kohlmann       | Messico           | 2:10.36 |      |
| 36        | Fenella Ng              | Hong Kong         | 2:10.43 |      |
| 37        | Kim Eun-Jung            | Corea del Sud     | 2:10.85 |      |
| 38        | Chang Hui-Chien         | Taipei cinese     | 2:11.50 |      |
| 39        | Park Joo-Li             | Corea del Sud     | 2:11.53 |      |
| 40        | Qian Hong               | Cina              | 2:12.44 |      |
| 41        | Catherine Helen Fogarty | Zimbabwe          | 2:13.44 |      |
| 42        | Hung Cee Kay            | Hong Kong         | 2:13.61 |      |
| 43        | Angela Birch            | Figi              | 2:16.79 |      |
| 44        | Cina Munch              | Figi              | 2:18.45 |      |
| -         | Nancy Khalaf            | Libano            | NP      |      |

## Finale A
21 settembre 1988
| Posizione | Atleta            | Paese            | Tempo      |
| --------- | ----------------- | ---------------- | ---------- |
|           | Heike Friedrich   | Germania Est     | 1:57.65 OR |
|           | Silvia Poll       | Costa Rica       | 1:58.67    |
|           | Manuela Stellmach | Germania Est     | 1:59.01    |
| 4         | Mary Wayte        | Stati Uniti      | 1:59.04    |
| 5         | Natalia Trefilova | Unione Sovietica | 1:59.24    |
| 6         | Mitzi Kremer      | Stati Uniti      | 2:00.23    |
| 7         | Stephanie Ortwig  | Germania Ovest   | 2:00.73    |
| 8         | Cecile Prunier    | Francia          | 2:02.88    |

## Finale B
| Posizione | Atleta                | Paese          | Tempo   |
| --------- | --------------------- | -------------- | ------- |
| 9         | Patricia Noall        | Canada         | 2:00.77 |
| 10        | Ruth Gilfillan        | Regno Unito    | 2:01.66 |
| 11        | Mette Jacobsen        | Danimarca      | 2:01.84 |
| 12        | Luminita Lil Dobrescu | Romania        | 2:01.98 |
| 13        | Stela Marian Pura     | Romania        | 2:02.30 |
| 14        | Chikako Nakamori      | Giappone       | 2:02.31 |
| 15        | Birgit Lohberg-Schulz | Germania Ovest | 2:02.32 |
| 16        | Zhuang Yong           | Cina           | 2:14.23 |